# Spåkvinnan
Spåkvinnan (italienska: La buona ventura) är en oljemålning av den italienske barockkonstnären Caravaggio och den finns i två versioner. Den första målades omkring 1595 och är utställd på Kapitolinska museerna i Rom. Den andra målades ett par år senare och ingår i samlingarna på Louvren i Paris. 
Lombarden Caravaggio kom till Rom i början av 1590-talet, där han upplevde några framgångsrika år, innan han 1606 tvingades fly staden efter att begått ett dråp. Till en början verkade han i ateljén hos manieristen Cavalier d'Arpino, där han träffade den unge sicilianske konstnären Mario Minniti. De blev nära vänner och troligen är det han som stått modell för mannen i Spåkvinnan, liksom för Ung man med fruktkorg och Falskspelarna. Kardinal Francesco Maria del Monte förvärvade den första versionen av Spåkvinnan och blev sedermera en viktig mecenat för Caravaggio. Senare förvärvade påve Benedictus XIV tavlan med avsikt att ställa ut den på Kapitolinska museerna. Den andra versionen gavs 1665 av Camillo Pamphili till Ludvig XIV och tillhör än idag franska staten som ställer ut den på Louvren.  
Den realistiska och dramatiska genremålningen var på många sätt nyskapande. Liksom i Falskspelarna finns här ett moraliskt budskap. Den unge aristokraten sträcker fram sin hand för att låta sig spås av den romska kvinnan. Han tjusas av hennes skönhet och märker därför inte att hon stjäl hans ring.  